# هارادا ۶۳۹۹
سیارک ۶۳۹۹ (به انگلیسی: 6399 Harada، نامگذاری:1991GA) شش هزار و سیصد و نود و نهمین سیارک کشف شده‌است که در ۳ آوریل ۱۹۹۱ کشف شد.
قدر مطلق سیارک برابر ۱۳٫۰۰ است.